# Cryptocentrus yatsui
Cryptocentrus yatsui är en fiskart som beskrevs av Tomiyama, 1936. Cryptocentrus yatsui ingår i släktet Cryptocentrus och familjen smörbultsfiskar. Inga underarter finns listade i Catalogue of Life.